# Max Suter
Max Suter (Gränichen, 2 marzo 1895 – Zurigo, 14 ottobre 1936) è stato un ciclista su strada e ciclocrossista svizzero.
Vinse la Berlino-Cottbus-Berlino, importante corsa del panorama tedesco della sua epoca.
Anche i suoi fratelli furono ciclisti professionisti: Franz vinse la Vienna-Berlino nel 1912, Paul cinque edizioni della München-Zürich, Henri, minore di cinque anni di età rispetto a Max e con il quale condivise parte della carriera, importanti Classiche del panorama ciclistico mondiale mentre altri due fratelli, Friedrich e Gottfried, corsero per un brevissimo, periodo ma senza particolare successo.

## Palmares
- 1919 (Individuale, due vittorie)

Campionati svizzeri, Prova in salita
Grand Prix Aurore
- 1924 (Gürtner/Peugeot, tre vittorie)

Campionati svizzeri militari, Prova in linea
1ª tappa Bordeaux-Marsiglia
Classifica generale Bordeaux-Marsiglia
- 1925 (Griffon, una vittoria)

Berlino-Cottbus-Berlino

### Altri successi
- 1925 (Griffon, una vittoria)

Hannover (criterium)

## Piazzamenti

### Classiche monumento
- Parigi-Roubaix

1922: 42º
1926: 78º
- Giro di Lombardia

1919: 5º
1921: 26º
1924: 23º